# Camilo Zúñiga
Juan Camilo Zúñiga Mosquera (Chigorodó, Antioquia, 14 de diciembre de 1985) es un exfutbolista colombiano. Jugaba de lateral derecho y se retiró en 2018 en el Atlético Nacional de Colombia después de la final del FPC contra el Deportes Tolima.

## Trayectoria

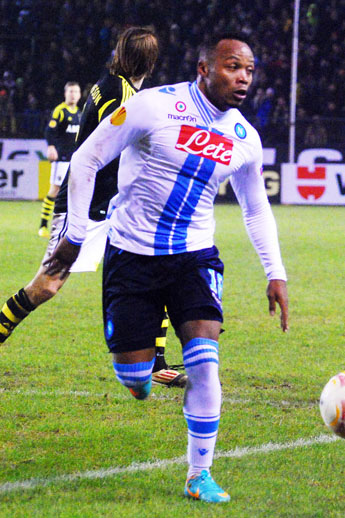
Zúñiga en un partido de Europa League con Napoli

### Atlético Nacional
Zúñiga jugó entre 2002 y 2008 con el Atlético Nacional en la Liga Colombiana. Entre las 7 temporadas que jugó con el Verde paisa, Camilo ganó 3 títulos de Liga (Apertura 2005, Apertura 2007 y Finalización 2007) siendo en todos ellos titular indiscutido, además jugó 130 partidos y anotó 9 goles.  

### Siena
En el mes de julio del año 2008, luego de sus buenas participaciones con el Atlético Nacional, fue traspasado al AC Siena de la Serie A italiana por aproximadamente, tres millones de euros. Allí tuvo problemas para jugar debido al presunto incumplimiento del club italiano en cuanto al pago, caso que estuvo a punto de ir a la FIFA. Durante su única temporada con el Siena (2008-2009) Zúñiga dio impresionantes actuaciones, atrayendo la atención de varios clubes europeos. En total, jugó 28 partidos con el club, aunque no anotaría gol.

### Napoli
Luego de jugar la temporada 2008-2009 con el Siena, el 9 de julio de 2009 fue traspasado a otro equipo italiano, el Napoli, por un costo de 9 millones de euros. Debutó con la camiseta azzurra el 23 de agosto de 2009 ante el Palermo, en la primera fecha del campeonato, sustituyendo al argentino Jesús Dátolo. Era el lateral izquierdo titular del equipo napolitano, al igual que su compañero Christian Maggio, eran los laterales indiscutidos del club.  El 20 de febrero de 2011 marcó su primer gol napolitano contra el Catania dándole así la victoria a su equipo por 1-0. Su segunda anotación llegaría el 15 de mayo de 2011 contra el Inter de Milán y su tercera anotación fue un espectacular golazo que lo hizo el 21 de diciembre de ese mismo año ante el Genoa, además sería elegido la figura del partido.
El 20 de mayo de 2012 ganó su primer título italiano, la Copa Italia, jugando como titular la final de Roma ante Juventus de Turín. En la temporada 2012/2013 fue confirmado como titular en la banda izquierda y totalizó 40 presencias entre liga y copas, consagrándose subcampeón de la Serie A. Al término de la temporada sería incluido en el Equipo Ideal de la Liga italiana junto a su compañero de equipo Edinson Cavani, convirtiéndose en el Mejor Lateral de la Serie A. Además de estas distinciones, Zúñiga fue incluido también la lista de los mejores 100 jugadores del año 2013 según el diario británico "The Guardian", convirtiéndose en uno de los 4 jugadores colombianos que aparecieron en la lista junto a Radamel Falcao, James Rodríguez y Juan Cuadrado.
En la temporada siguiente, fue utilizado como lateral izquierdo en el 4-2-3-1 del nuevo entrenador Rafa Benítez. El 1 de octubre firmó la prolongación del contrato hasta el 2018. El 21 de octubre se sometió a una intervención quirúrgica para remover una calcificación en la rodilla derecha. Volvió a jugar después de seis meses y medio, en la penúltima fecha ante Sampdoria. El 3 de mayo de 2014 logró su segunda Copa Italia, aunque no fue utilizado durante el torneo.
Su salida del club se dio por las constantes recaídas de su lesión en la rodilla y, como consecuencia, los pocos minutos de juego dados por su entrenador en ese momento Rafa Benítez para recuperar su nivel futbolístico.

### Bologna
El 13 de enero del 2016 sería oficializado como nuevo jugador del Bologna cedido por seis meses.
El 17 de enero debutaría jugando 20 minutos en el empate a dos goles frente al Lazio.

### Watford Football Club
El 16 de julio es oficializado por el club Watford Football Club como su nuevo jugador cedido por un año. Debutaría el 13 de agosto en el empate a un gol frente a Southampton donde jugaría 17 minutos. Su primer gol lo marcaría el 18 de septiembre en la victoria sobre Millonarios entrando a los 82 minutos y al minuto marcar el 2-1, le harían el penalti para el 3-1 final.

### Atlético Nacional
El 30 de enero de 2018 fue confirmado su regreso al Atlético Nacional de la Categoría Primera A de Colombia. Su debut lo hizo el 2 de mayo en la victoria 2 por 0 como visitantes sobre el Deportivo Cali. En la final de la Liga Águila I 2018, entró para jugar los últimos 5 minutos del partido, siendo truncado este objetivo, al hacerse expulsar a los dos minutos de haber entrado al campo de juego; después el equipo rival Deportes Tolima, empató la serie faltando dos minutos para que se acabara el tiempo extra, ganando el partido en los tiros desde el punto penal.

## Selección Colombia

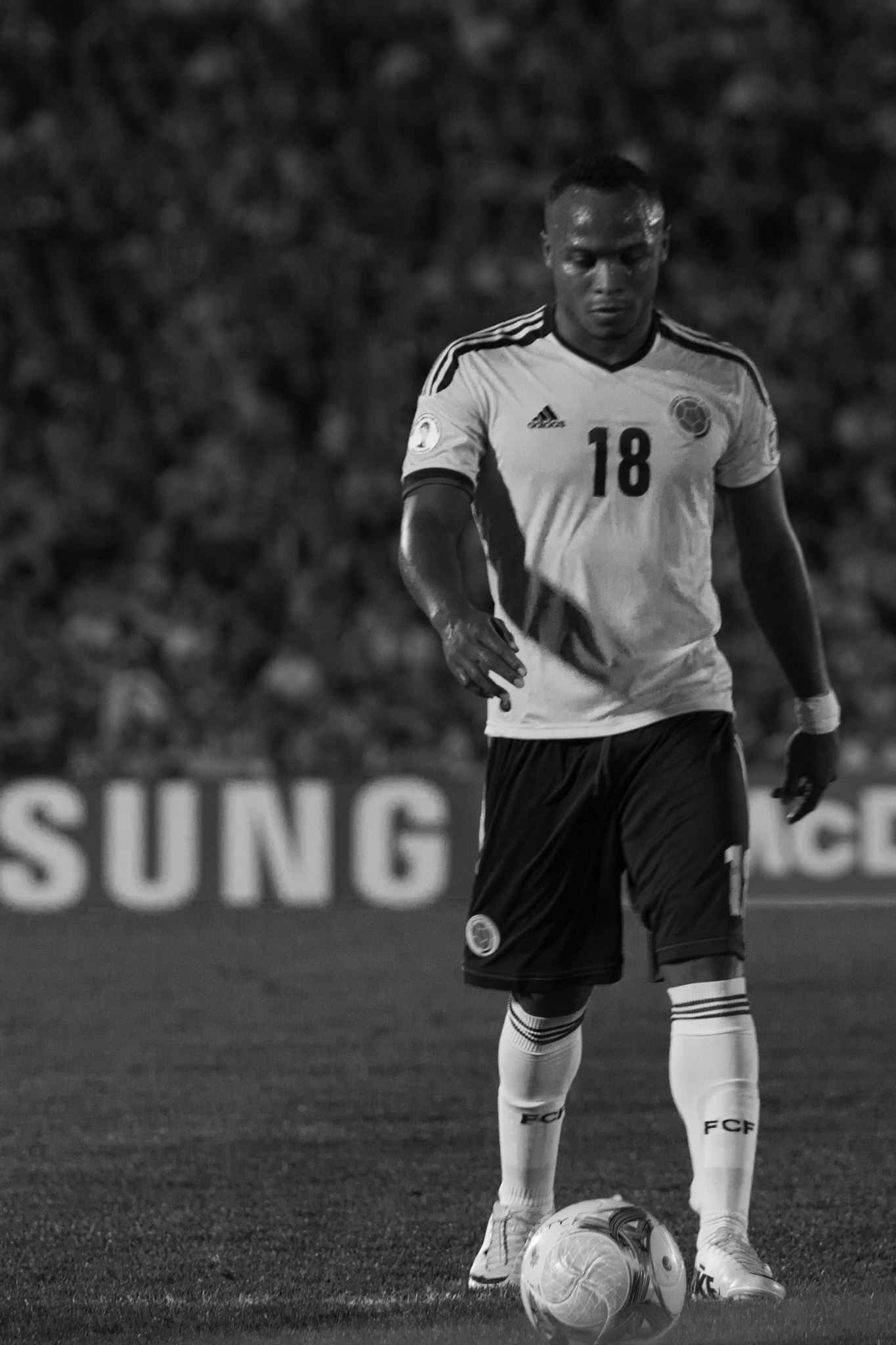
Camilo Zúñiga con la Selección Colombia.

Formó parte de la selección colombiana que campeonó en el Sudamericano Sub-20 de 2005. También estuvo en la plantilla que disputó el Mundial Juvenil Países Bajos 2005.
Ha sido convocado en varias oportunidades para la selección mayor, con la que ha jugado las eliminatorias para Sudáfrica 2010, teniendo un partido destacado frente a la Selección del Perú.
El 6 de junio de 2011 fue convocado por el técnico Hernán Darío Gómez para jugar en la Copa América 2011 que se realizó en Argentina.
Zúñiga fue titular en 13 de los 16 partidos que se disputaron en las Eliminatorias Sudamericanas al Mundial 2014, convirtiéndose en el 4° jugador que más minutos jugó en la selección. Camilo le da una asistencia a Radamel Falcao para que anote el primer gol del partido, y además, convirtió su único gol en las eliminatorias contra Uruguay, luego de una jugada individual sorprendente en la que le hace un túnel a Álvaro Pereira y anotó el 4-0 definitivo a favor de Colombia.
El 13 de mayo de 2014 fue incluido por el entrenador José Pekerman en la lista preliminar de 30 jugadores con miras a la Copa Mundial de Fútbol de 2014. Finalmente, fue seleccionado en la nómina definitiva de 23 jugadores el 2 de junio.  Participó en este mundial, ayudando a su selección a llegar hasta cuartos de final. Jugaría los cinco partidos del certamen, todos de titular siendo como una de las figura del equipo tricolor.Durante el partido disputado por los cuartos de final de la Copa mundial de futbol de 2014 contra Brasil. En el minuto 88´ provocó la lesión del jugador estrella del equipo local Neymar Jr. fracturándole la tercera vértebra lumbar dejando al jugador sin poder disputar el resto del torneo.
El 11 de mayo de 2015 fue seleccionado por José Pekerman en los 30 pre-convocados para disputar la Copa América 2015.
Fue seleccionado en la nómina definitiva de 23 jugadores el 30 de mayo.

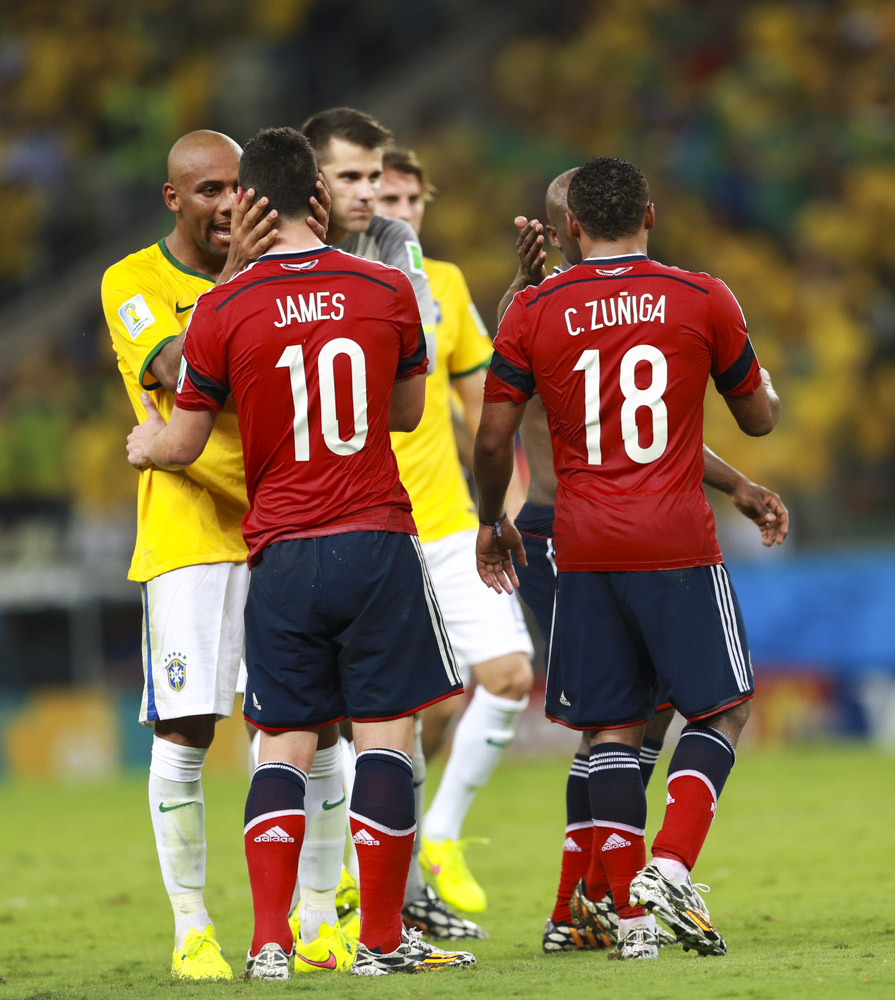
Zúñiga y James después de la eliminación frente a Brasil en el Mundial 2014.

### Participaciones enCopas América
| Copa América           | Sede                   | Resultado              | PJ | GA | Asis |
| ---------------------- | ---------------------- | ---------------------- | -- | -- | ---- |
| Copa América 2007      | Venezuela              | Fase de grupos         | 1  | 0  | 1    |
| Copa América 2011      | Argentina              | Cuartos de final       | 4  | 0  | 0    |
| Copa América 2015      | Chile                  | Cuartos de final       | 3  | 0  | 0    |
| Total en Copas América | Total en Copas América | Total en Copas América | 8  | 0  | 1    |

### Participaciones enCopas del Mundo
| Mundial                     | Sede                     | Resultado                | PJ | GA | Asis |
| --------------------------- | ------------------------ | ------------------------ | -- | -- | ---- |
| Copa Mundial Sub-20 de 2005 | Países Bajos             | Octavos de final         | 4  | 0  | 0    |
| Mundial de Brasil 2014      | Brasil                   | Cuartos de final         | 5  | 0  | 0    |
| Total en Copas del Mundo    | Total en Copas del Mundo | Total en Copas del Mundo | 9  | 0  | 0    |

### Participaciones enEliminatorias al Mundial
| Eliminatoria                            | Sede del Mundial       | Posición               | Resultado   | PJ | GA | Asis |
| --------------------------------------- | ---------------------- | ---------------------- | ----------- | -- | -- | ---- |
| Eliminatorias Mundial de Sudáfrica 2010 | Sudáfrica              | 7°lugar 23pts          | Eliminado   | 13 | 0  | 0    |
| Eliminatorias Mundial de Brasil 2014    | Brasil                 | 2°lugar 30pts          | Clasificado | 12 | 1  | 1    |
| Total en Eliminatorias                  | Total en Eliminatorias | Total en Eliminatorias | 1/2         | 25 | 1  | 1    |

### Goles internacionales
| # | Fecha                   | Lugar                                                          | Rival   | Gol | Resultado | Competición                          |
| - | ----------------------- | -------------------------------------------------------------- | ------- | --- | --------- | ------------------------------------ |
| 1 | 7 de septiembre de 2012 | Estadio Metropolitano Roberto Meléndez, Barranquilla, Colombia | Uruguay | 4-0 | 4-0       | Eliminatorias Mundial de Brasil 2014 |

## Estadísticas
| Club                         | Temporada           | Liga  | Liga  | Liga   | Copas Nacionales | Copas Nacionales | Copas Nacionales | Copas Internacionales | Copas Internacionales | Copas Internacionales | Total | Total | Total  |
| Club                         | Temporada           | Part. | Goles | Asist. | Part.            | Goles            | Asist.           | Part.                 | Goles                 | Asist.                | Part. | Goles | Asist. |
| ---------------------------- | ------------------- | ----- | ----- | ------ | ---------------- | ---------------- | ---------------- | --------------------- | --------------------- | --------------------- | ----- | ----- | ------ |
| Atlético Nacional · Colombia | 2002                | 4     | 0     | 0      | -                | -                | -                | -                     | -                     | -                     | 4     | 0     | 0      |
| Atlético Nacional · Colombia | 2003                | 1     | 0     | 0      | -                | -                | -                | -                     | -                     | -                     | 1     | 0     | 0      |
| Atlético Nacional · Colombia | 2004                | 23    | 0     | 1      | -                | -                | -                | -                     | -                     | -                     | 23    | 0     | 1      |
| Atlético Nacional · Colombia | 2005                | 23    | 2     | 0      | 5                | 0                | 0                | -                     | -                     | -                     | 28    | 2     | 0      |
| Atlético Nacional · Colombia | 2006                | 24    | 1     | 1      | 4                | 0                | 0                | -                     | -                     | -                     | 28    | 1     | 1      |
| Atlético Nacional · Colombia | 2007                | 32    | 4     | 2      | -                | -                | -                | -                     | -                     | -                     | 32    | 4     | 2      |
| Atlético Nacional · Colombia | 2008                | 14    | 2     | 0      | -                | -                | -                | -                     | -                     | -                     | 14    | 2     | 0      |
| Atlético Nacional · Colombia | Total               | 121   | 9     | 4      | 9                | 0                | 0                | 0                     | 0                     | 0                     | 130   | 9     | 4      |
| Siena · Italia               | 2008-09             | 28    | 0     | 2      | 0                | 0                | 0                | 0                     | 0                     | 0                     | 28    | 0     | 2      |
| Siena · Italia               | Total               | 28    | 0     | 2      | 0                | 0                | 0                | 0                     | 0                     | 0                     | 28    | 0     | 2      |
| Napoli · Italia              | 2009-10             | 22    | 0     | 1      | 2                | 0                | 1                | -                     | -                     | -                     | 24    | 0     | 2      |
| Napoli · Italia              | 2010-11             | 27    | 2     | 3      | 2                | 0                | 0                | 8                     | 0                     | 2                     | 37    | 2     | 5      |
| Napoli · Italia              | 2011-12             | 31    | 2     | 2      | 5                | 0                | 0                | 7                     | 0                     | 0                     | 43    | 2     | 2      |
| Napoli · Italia              | 2012-13             | 32    | 0     | 6      | 2                | 0                | 0                | 6                     | 0                     | 0                     | 40    | 0     | 6      |
| Napoli · Italia              | 2013-14             | 6     | 0     | 0      | 0                | 0                | 0                | 2                     | 0                     | 0                     | 8     | 0     | 3      |
| Napoli · Italia              | 2014-15             | 7     | 0     | 2      | 0                | 0                | 0                | 3                     | 0                     | 0                     | 10    | 0     | 2      |
| Napoli · Italia              | Total               | 125   | 4     | 9      | 11               | 0                | 0                | 26                    | 0                     | 1                     | 162   | 4     | 10     |
| Bologna · Italia             | 2015-16             | 9     | 0     | 1      | 0                | 0                | 0                | 0                     | 0                     | 0                     | 9     | 0     | 1      |
| Bologna · Italia             | Total               | 9     | 0     | 1      | 0                | 0                | 0                | 0                     | 0                     | 0                     | 9     | 0     | 1      |
| Watford Inglaterra           | 2016-17             | 22    | 1     | 1      | 1                | 0                | 0                | 0                     | 0                     | 0                     | 22    | 1     | 1      |
| Watford Inglaterra           | Total               | 21    | 1     | 0      | 1                | 0                | 0                | 0                     | 0                     | 0                     | 22    | 1     | 0      |
| Atlético Nacional · Colombia | 2018                | 4     | 0     | 0      | 0                | 0                | 0                | 1                     | 0                     | 0                     | 5     | 0     | 0      |
| Atlético Nacional · Colombia | Total               | 4     | 0     | 0      | 0                | 0                | 0                | 1                     | 0                     | 0                     | 5     | 0     | 0      |
| Total en su carrera          | Total en su carrera | 308   | 14    | 16     | 21               | 0                | 0                | 27                    | 0                     | 2                     | 356   | 14    | 17     |

## Palmarés

### Torneos nacionales
| Título              | Club              | País     | Año  |
| ------------------- | ----------------- | -------- | ---- |
| Torneo Apertura     | Atlético Nacional | Colombia | 2005 |
| Torneo Apertura     | Atlético Nacional | Colombia | 2007 |
| Torneo Finalización | Atlético Nacional | Colombia | 2007 |
| Copa Italia         | SSC Napoli        | Italia   | 2012 |
| Copa Italia         | SSC Napoli        | Italia   | 2014 |
| Supercopa de Italia | SSC Napoli        | Italia   | 2014 |

### Distinciones individuales
| Distinción                           | Año  |
| ------------------------------------ | ---- |
| Mejor Lateral derecho del Calcio     | 2013 |
| Incluido en el Once Ideal del Calcio | 2013 |